# 1073年教宗选举
1073年教宗選舉是教宗亞歷山大二世于1073年4月21日離世後舉行的教宗選舉，選舉於4月22日開始，並於同日選出希爾德布蘭德樞機為教宗額我略七世。

## 樞機選舉人
根據尼古拉二世於1059年發布的教宗詔書《以上主之名》，主教級樞機们是教宗选举的唯一的选举人。以下為教宗亞歷山大二世離世時的主教級樞機。
- 席爾瓦卡蒂達主教亨伯特
- 薩賓娜主教烏瓦爾多希
- 波多羅馬城郊教區領銜主教若望
- 奧斯蒂亞羅馬城郊領銜教區主教（英语：Cardinal-bishop of Ostia）格哈德
- 阿爾巴諾羅馬城郊教區領銜主教巴西利奧
- 弗拉斯卡蒂羅馬城郊教區領銜主教伯多祿
- 帕萊斯特里納羅馬城郊教區領銜主教翁貝托·貝爾蒙特（英语：Hubert of Palestrina）
- 蘭寶諾羅馬城郊教區領銜主教若望

## 亞歷山大二世去世与額我略七世當選
教宗亞歷山大二世于1073年4月21日逝于羅馬。教宗亞歷山大二世的葬禮於1073年4月22日在拉特朗聖若望大教堂舉行。葬禮進行期間，在場的神職人員和市民大叫：「讓希爾德布蘭德成為教宗！」和「伯多祿已選擇總執事希爾德布蘭（作為他的繼承人）！」。同日稍候時間，希爾德布蘭被帶到聖伯多祿鎖鏈堂。各主教級樞機根據神職人員和市民的意願，在符合教會的規定下選出希爾德布蘭為新教宗。
歷史學家對當時神職人員和市民要求希爾德布蘭德成為教宗是一個完全出於自願的行為還是一個預先安排好的計劃存有爭議。無疑，這次選舉的模式被額我略七世的反對者批評。這次選舉是以異常方式進行的，而1059年的教宗詔書《以上主之名》亦沒有留意到這點。再者，這次教宗選舉並沒有按照教宗尼古拉二世的規定諮詢神聖羅馬皇帝。儘管如此，在羅馬人的同意下，額我略七世的選舉是有效的。
額我略七世早期的教宗文告清楚地確認這點，並解釋了選舉的受歡迎程度。1073年5月22日，他晉鐸成為神父，並於6月30日晉牧為主教後成為教宗。。在一份選舉結果通知中，選擇額我略七世為羅馬主教的人認為他是「一個虔誠的人，一個擁有豐富神學知識的人，一個秉持平等和正義的人，一個積極面對逆境和對自己要求極高的人。根據使徒的語錄，他行為良好及無可指責、謙虛、冷靜、樸素、樂於助人的人。同時他從童年時就已經投入這個母親教會的懷抱並以總執事的身分全心全意服務教會。」這些選擇額我略七世的人亦跟其他人說他們「於1073年4月22日選出總執事希爾德布蘭德樞機成為教宗及使徒的繼承人」，而希爾德布蘭德樞機則選擇「額我略七世」作為他的名號。
成為教宗後，額我略七世首個對外政策是跟諾曼人羅伯特·吉斯卡爾進行和解，但最後兩個陣營都沒有見面。當額我略七世未能對北歐的各王子進行宗教戰爭但在得到其他諾曼王子如貝內文托的蘭多夫四世和卡普阿的理查德一世的支持後，他於1074年將羅伯特·吉斯卡爾絕罰。同年額我略七世於拉特朗宮召開會議，會上他譴責販賣聖事的神職人員及確立神職人員必須為單身的規定。這些規定於翌年變得更加嚴厲，如神職人員販賣聖職或非單身，他將會被絕罰。另外，額我略七世於召開第二次會議時規定只有教宗才可以任命主教、將主教免職或調往其他教區工作，但這個規定後來引致敘任權鬥爭。